# 冥河狸藻
冥河狸藻（学名：Utricularia stygia），又称北极狸藻，为狸藻属贴水生食虫植物。其种加词“stygia”来源于拉丁文“Styx”，意为“永久的笼罩在黑暗中，与冥界接壤的河流”，指其生长于昏暗的地方。冥河狸藻分布于北欧及北美。1987年，戈兰·托尔（Göran Thor）最先发表了冥河狸藻的描述，但其描述非拉丁文而被视为无效。一年后，戈兰·托尔发表了该物种的有效描述。冥河狸藻与赭白狸藻（U. ochroleuca）的区别在于其捕虫囊内表面微小的四裂腺体，特别是这些腺体的臂角彼此分离。戈兰·托尔在研究瑞典的狸藻时曾指出这种区分仅使用于近似物种的鉴定。巴里·赖斯和彼得·泰勒也已考虑如何将该方法应用于世界各地的其他种群上。

## 外部連結
- 食虫植物照片搜寻引擎中冥河狸藻的照片

 维基共享资源上的相關多媒體資源：冥河狸藻
 維基物種上的相關：冥河狸藻